# Cupa României 1983-1984
Ediția 1983-1984 a fost a 46-a ediție a Cupei României la fotbal. A fost câștigată de Dinamo București, care a învins-o în finală pe Steaua București cu scorul de 2-1.

## Desfășurare
Toate meciurile de după faza șaisprezecimilor, exceptând finala (care a avut loc în București), s-au jucat pe teren neutru. În șaisprezecimi au participat 32 de echipe, din care făceau parte și cele din Divizia A. Dacă după 90 de minute scorul era egal se jucau două reprize de prelungiri a câte 15 minute. Dacă după prelungiri scorul era tot egal, soarta calificării se decidea la loviturile de departajare. 

## Șaisprezecimi
| Data              | Echipă gazdă                |   | Echipă oaspete     | Rezultat   |
| ----------------- | --------------------------- | - | ------------------ | ---------- |
| 7 decembrie 1983  | UTA Arad                    | – | Politehnica Iași   | 1:0        |
|                   | Minerul Baraolt             | – | Dunărea Galați     | 0:3        |
|                   | Metalul Bocșa               | – | ASA Tîrgu Mureș    | 0:1        |
|                   | Dinamo Victoria             | – | SC Bacău           | 1:2        |
|                   | Sportul Muncitoresc Caracal | – | Corvinul           | 0:1        |
|                   | CSM Câmpina                 | – | Chimia R Vâlcea    | 0:2        |
|                   | Viitorul Gheorgheni         | – | F.C. Baia Mare     | 3:1        |
|                   | Mureșul Luduș               | – | Sportul Studențesc | 1:3 (pen.) |
|                   | Medgidia⁠(d)                 | – | Steaua București   | 0:4        |
|                   | Bucovina Rădăuți            | – | Argeș Pitești      | 1:3        |
|                   | Precizia Săcele             | – | Rapid București    | 0:1        |
|                   | Victoria Tecuci             | – | Petrolul Ploiești  | 0:1        |
|                   | CS Târgoviște               | – | Scornicești        | 1:3        |
|                   | Armătura Zalău              | – | Jiul Petroșani     | 0:1        |
| 12 februarie 1984 | CSM Moinești                | – | Dinamo București   | 1:4        |
| 23 februarie 1984 | U Craiova                   | – | FC Bihor           | 2:1        |

## Optimi
| Data          | Oraș          | Echipă gazdă       |   | Echipă oaspete      | Rezultat   |
| ------------- | ------------- | ------------------ | - | ------------------- | ---------- |
| 3 martie 1984 | Alba Iulia    | Argeș Pitești      | – | UTA Arad            | 2:1        |
|               | Brăila        | Steaua București   | – | SC Bacău            | 1:0 (d.p.) |
|               | Făgăraș       | Corvinul           | – | Jiul Petroșani      | 2:1 (d.p.) |
|               | Odorhei       | ASA Tîrgu Mureș    | – | Viitorul Gheorgheni | 2:0        |
|               | Pitești       | Sportul Studențesc | – | Chimia R Vâlcea     | 5:4 (pen.) |
|               | Pitești       | Rapid București    | – | U Craiova           | 2:1        |
|               | Ploiești      | Dinamo București   | – | Scornicești         | 2:0        |
|               | Râmnicu Sărat | Petrolul Ploiești  | – | Dunărea Galați      | 1:0        |

## Sferturi
| Data           | Oraș       | Echipă gazdă       |   | Echipă oaspete    | Rezultat   |
| -------------- | ---------- | ------------------ | - | ----------------- | ---------- |
| 20 martie 1984 | Alba Iulia | Corvinul           | – | Rapid București   | 3:1 (d.p.) |
|                | Ploiești   | Steaua București   | – | Argeș Pitești     | 2:0        |
|                | Sibiu      | Sportul Studențesc | – | ASA Tîrgu Mureș   | 3:1        |
| 18. April 1984 | Brașov     | Dinamo București   | – | Petrolul Ploiești | 4:2        |

## Semifinale
| Data        | Oraș      | Echipă gazdă     |   | Echipă oaspete     | Rezultat |
| ----------- | --------- | ---------------- | - | ------------------ | -------- |
| 11 mai 1984 | București | Steaua București | – | Sportul Studențesc | 2:0      |
|             | Făgăraș   | Dinamo București | – | Corvinul           | 2:0      |

## Finala Cupei României
| 22 mai 1984 17:00 | Dinamo București                     | 2 – 1 | Steaua București   | Stadionul 23 August, București Spectatori: 60.000 Arbitru: Dan Petrescu (București) |
| 22 mai 1984 17:00 | Alexandru Custov 45' Costel Orac 53' |       | Marius Lăcătuș 10' | Stadionul 23 August, București Spectatori: 60.000 Arbitru: Dan Petrescu (București) |

| DINAMO:                 |                   |     |
|                         |                   |     |
| P                       | Dumitru Moraru    |     |
| F                       | Mircea Rednic     |     |
| F                       | Alexandru Nicolae |     |
| F                       | Ion Marin         |     |
| F                       | Nelu Stănescu     | 24' |
| M                       | Marin Dragnea     |     |
| M                       | Ioan Andone       |     |
| M                       | Alexandru Custov  |     |
| A                       | Cornel Țălnar     |     |
| A                       | Ionel Augustin    |     |
| A                       | Costel Orac       |     |
| Înlocuiri:              |                   |     |
| A                       | Ioan Mărginean    | 24' |
| Antrenor:               |                   |     |
| Nicolae Nicușor Dumitru |                   |     |

| STEAUA:      |                    |     |
|              |                    |     |
| P            | Helmut Duckadam    |     |
| F            | Nicolae Laurențiu  |     |
| F            | Florin Marin       |     |
| F            | Miodrag Belodedici |     |
| F            | Augustin Eduard    |     |
| M            | Mihail Majearu     |     |
| M            | Tudorel Stoica     |     |
| M            | Ștefan Petcu       | 60' |
| A            | Marius Lăcătuș     |     |
| A            | Victor Pițurcă     | 65' |
| A            | Gavril Pelé Balint |     |
| Înlocuiri:   |                    |     |
| M            | Ioan Diaconescu    | 60' |
| A            | Septimiu Câmpeanu  | 65' |
| Antrenor:    |                    |     |
| Emeric Ienei |                    |     |